# 谷畑孝
谷畑 孝（たにはた たかし、1947年〈昭和22年〉1月10日 - ）は、日本の政治家。
衆議院議員（8期）、参議院議員（1期）、通商産業政務次官（村山内閣）、厚生労働副大臣（第1次小泉再改造内閣・第2次小泉内閣）、衆議院経済産業委員長、衆議院決算行政監視委員長、衆議院海賊行為への対処並びに国際テロリズムの防止及び我が国の協力支援活動等に関する特別委員長、旧日本維新の会国会議員団両院議員総会長兼代議士会長、維新の党副代表兼代議士会長等を歴任した。

## 来歴
大阪府池田市生まれ。1970年、関西大学法学部卒業後、池田市役所勤務。日本社会党の上田卓三衆議院議員の秘書を務める。
1989年、第15回参議院議員通常選挙に社会党公認で大阪府選挙区から出馬し、初当選した。1994年、村山内閣で通商産業政務次官に就任。1995年の第17回参議院議員通常選挙には出馬しなかった。
1996年、日本社会党を離党。小選挙区比例代表並立制導入後初めて実施された第41回衆議院議員総選挙に、塩川正十郎の働きかけにより自由民主党公認で大阪14区から出馬し、有権者を驚かせた。大阪14区では、谷畑同様に参院から鞍替えした新進党の中村鋭一に敗れたが、重複立候補していた比例近畿ブロックで復活し、当選。2000年の第42回衆議院議員総選挙以降、大阪14区で連続3選。
2002年、衆議院経済産業委員長に就任。2003年9月、第1次小泉再改造内閣で厚生労働副大臣に就任。第2次小泉内閣でも再任され、2004年9月まで務める。
2009年8月、第45回衆議院議員総選挙に自民党公認で大阪14区から出馬。大阪14区では民主党新人の長尾敬に敗れるが、重複立候補していた比例近畿ブロックで復活し、5選。
2012年9月、自民党に離党届を提出し、同年10月、日本維新の会に入党した（離党届は受理されず、除名処分が下った）。同年12月の第46回衆議院議員総選挙では、日本維新の会公認で大阪14区から出馬。総選挙の直前に民主党を離党し、自民党に鞍替えして出馬した長尾らを破り6選。選挙後、衆議院決算行政監視委員長に就任。2013年より衆議院海賊行為への対処並びに国際テロリズムの防止及び我が国の協力支援活動等に関する特別委員長。
2014年の日本維新の会分党に際しては、橋下徹大阪市長による新党結成を目指すグループに参加。分党後の日本維新の会では、維新の会を離れ石原慎太郎らのグループに参加した中山成彬に代わり党両院議員総会長・代議士会長に就任。同年9月、結いの党の合流による維新の党の結党に参加した。両党の合同両院議員総会では進行役を務め、新党名を発表する記者会見では、党名が書かれたボードを持った。同年12月の第47回衆議院議員総選挙では維新の党公認で大阪14区から出馬し、長尾を1,178票差で破り、7選。選挙後、維新の党副代表及び代議士会長に起用された。
2015年8月27日、維新の党が自主投票の方針で臨んだ山形市長選挙で、民主党や日本共産党が支持する候補者の応援に出向いた柿沢未途幹事長を批判した橋下徹大阪市長、松井一郎大阪府知事が維新の党を離党する意向を表明。この動きに同調した片山虎之助総務会長、馬場伸幸国会対策委員長が松野頼久代表により解任されたため、これに抗議し、副代表及び代議士会長を辞任した。その後、おおさか維新の会（翌年に日本維新の会に改称）に参加する意向を示したために維新の党を除籍され、11月24日におおさか維新の会に入党した。
2017年10月の第48回衆議院議員総選挙では日本維新の会公認で大阪14区から出馬し、長尾に1,656票差で敗れたものの、比例復活で8選。
2019年1月から体調を崩し、療養を続けていたが、2020年4月1日、「体力、気力ともに国会に戻る自信がなくなった」として体調不良を理由に大島理森衆議院議長に辞職願を提出。翌2日の衆議院本会議で許可された（次点の美延映夫が繰り上げ当選）。
2022年春の叙勲で旭日大綬章を受章。

## 政策・主張
- 日本社会党出身ながら、自民党入党後は思想信条を保守寄りに軌道修正し、小泉純一郎首相の靖国神社参拝や、自衛隊のイラクへの派遣、郵政民営化法案にも賛成した。また日本維新の会の公認を受けて臨んだ2012年の第46回衆議院議員総選挙に際しては日本国憲法の改正や集団的自衛権の行使を禁じる内閣法制局の法解釈の見直し、将来的な日本の核武装の検討にも賛成の意向を表明している[16]。
- 憲法9条の改正と集団的自衛権の行使に賛成[17]。
- アベノミクスを評価する[17]。
- 原発は日本に必要だ[17]。
- 河野談話を見直すべきだ[17]。
- 特定秘密保護法は日本に必要だ[17]。
- 日本社会党に所属していた1991年12月4日、参議院本会議における代表質問にて、宮澤喜一内閣総理大臣の著書『戦後政治の証言』について、「国内の治安は米軍と丸腰に近い日本の警察が当ってきたのだが、第三国人の横暴などには手が出せず、そのつど米軍などをわずらわせていた。このため、ある程度の装備を持った治安力がほしいと考えていた日本人は少なくなかった。」という記述を「この第三国人とは誰をさすのか。在日韓国・朝鮮人の横暴を押えるために警察予備隊が必要だったという認識は、あまりにも悪意に満ちた偏見である」と批判した[18]。これに対し宮澤は「第三国人」が差別表現であると認め、再版に際しては改訂する考えを示した[18]。
- 2001年時点で選択的夫婦別姓制度の導入に賛成[19] だったが、2012年には、第154回国会において夫婦別姓制度の導入を図る民法改正反対に関する請願を提出している[20]。2014年の調査では、「どちらとも言えない」としている[21]。
- たばこ税の増税に反対しており、2010年の財務金融委員会で提出された「公平性を欠くたばこ税増税反対に関する請願」の紹介議員に名を連ねている[22]。
- 受動喫煙防止を目的に飲食店等の建物内を原則禁煙とする健康増進法改正に賛成[23]。

## 人物
- かつては喫煙者であったが、2017年現在は禁煙をしている[23]。
- 日本社会党所属の参議院議員であった当時は部落解放同盟大阪府連合会副会長を務めており、社会党を離党し自民党に入党した後も、選挙では部落解放同盟の推薦を受けている[24]。
- ハンナングループから選挙で支援を受けていた[25]。
- 2009年の第45回衆議院議員総選挙では大阪14区で敗北したが、過剰得票による候補者不足から民主党の比例近畿ブロックの当選枠が自民党に回り、本来ならば比例近畿ブロックで次点であった谷畑が比例復活で当選した[4]。

## 選挙歴
| 当落 | 選挙                     | 執行日         | 年齢 | 選挙区               | 政党         | 得票数     | 得票率 | 定数 | 得票順位 /候補者数 | 政党内比例順位 /政党当選者数 |
| ---- | ------------------------ | -------------- | ---- | -------------------- | ------------ | ---------- | ------ | ---- | ------------------ | ---------------------------- |
| 当   | 第15回参議院議員通常選挙 | 1989年07月23日 | 42   | 大阪府選挙区         | 日本社会党   | 90万4819票 | 23.31% | 3    | 1/15               | /                            |
| 比当 | 第41回衆議院議員総選挙   | 1996年10月20日 | 49   | 比例近畿（大阪14区） | 自由民主党   | 7万9347票  | 35.54% | 33   | 2/4                | 5/10                         |
| 当   | 第42回衆議院議員総選挙   | 2000年06月25日 | 53   | 大阪14区             | 自由民主党   | 10万5624票 | 46.67% | 1    | 1/4                | /                            |
| 当   | 第43回衆議院議員総選挙   | 2003年11月09日 | 56   | 大阪14区             | 自由民主党   | 11万1543票 | 50.37% | 1    | 1/3                | /                            |
| 当   | 第44回衆議院議員総選挙   | 2005年09月11日 | 58   | 大阪14区             | 自由民主党   | 15万1852票 | 54.91% | 1    | 1/3                | /                            |
| 比当 | 第45回衆議院議員総選挙   | 2009年08月30日 | 62   | 比例近畿（大阪14区） | 自由民主党   | 10万4859票 | 37.08% | 29   | 2/5                | 9/9                          |
| 当   | 第46回衆議院議員総選挙   | 2012年12月16日 | 65   | 大阪14区             | 日本維新の会 | 10万8989票 | 48.58% | 1    | 1/4                | /                            |
| 当   | 第47回衆議院議員総選挙   | 2014年12月14日 | 67   | 大阪14区             | 維新の党     | 7万8332票  | 38.76% | 1    | 1/4                | /                            |
| 比当 | 第48回衆議院議員総選挙   | 2017年10月22日 | 70   | 比例近畿（大阪14区） | 日本維新の会 | 7万7696票  | 40.23% | 28   | 2/3                | 3/5                          |

## 不祥事
- 2004年の政治家の年金未納問題では、5年11か月間の国民年金保険料未納が判明した[26]。

## 所属していた団体・議員連盟
- 速やかな政策実現を求める有志議員の会
- 日韓議員連盟
- 日中友好議員連盟
- トラック輸送振興議員連盟